# 만국진량의 종

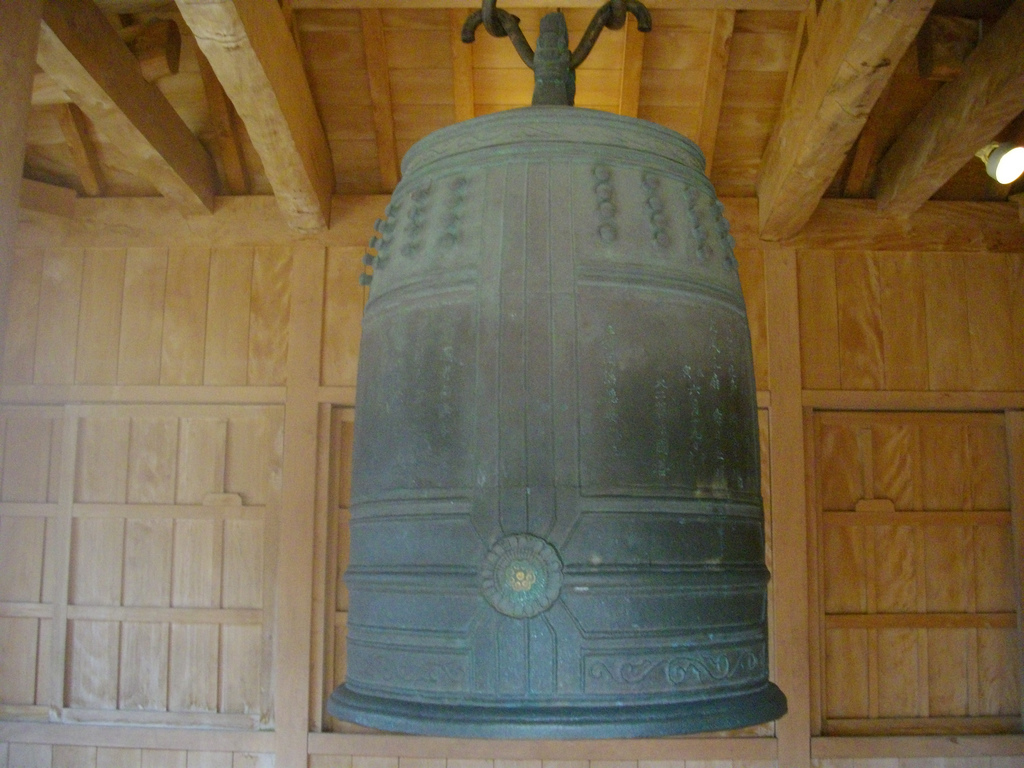
슈리성에 있는 복제품

만국진량의 종(万国津梁の鐘)은 류큐 제1쇼씨 왕조 시기에 주조된 동종이다. 일본의 중요문화재이며 문화재로써의 정식 명칭은 구 슈리성 정전 종(舊首里城正殿鐘)이다. 길이 154.9cm, 둘레 93.1cm에 무게는 721kg.
류큐 제1왕조의 쇼타이큐왕 44년(1458년) 제작되었다. 당시 동중국해와 남중국해를 잇는 지점에 위치한 류큐국이 명(明)과 조선, 일본 나아가 동남아시아 국가들 사이에서 누렸던 해상교통 및 중개무역의 요충지로써의 번영을 만국진량(萬國津梁), 즉 세상 모든 나라를 잇는 가교(다리)와도 같다고 표현한 것으로 류큐국의 황금기를 상징한다.
슈리성(首里城)의 정전(正殿)에 걸려 있었던 이 종은 1945년 오키나와 전투에서 슈리 성이 폭격으로 완전 전소되는 와중에 가까스로 보존되었다.
1978년 일본 정부는 만국진량의 종을 중요문화재로 지정했고, 진품은 오키나와 현립 박물관에 소장하고 슈리성에는 복제품을 걸어두었다.

## 같이 보기
- 류큐 국
- 쇼타이큐 왕